# Sibeliusmonument
Het Sibeliusmonument is een beeld gewijd aan componist Jean Sibelius in de Finse hoofdstad Helsinki. Het beeld bevindt zich in het Sibeliuspark en was ontworpen door de Finse beeldhouwer Eila Hiltunen. Het beeld bestaat uit 600 aan elkaar gelaste pijpen in een golvende beweging. Een kleinere versie van het beeld staat bij het hoofdkantoor van UNESCO in Parijs. Ook zit er een vergelijkbaar beeld van Hiltunen in de tuin van het Hoofdkwartier van de Verenigde Naties in New York.